# Лисенко Олександр Петрович
Олександр Петрович Лисенко (нар. 16 лютого 1956, Гребінка, Полтавська область, Українська РСР, СРСР) — радянський футболіст, захисник, півзахисник, чемпіон СРСР (1983), майстер спорту СРСР (1982). Нині український футбольний тренер.

## Футбольна біографія

### Кар'єра гравця
Футболом почав займатися в рідному містечку Гребінка, в місцевій ДЮСШ. Перший тренер — Станіслав Квітка. У 1972 році продовжив навчання у харківському спортінтернаті.
У 1974 році отримав запрошення в харківський «Металіст», який виступав у другій лізі і в перший же свій сезон, разом з командою став переможцем турніру, завоювавши путівку в першу лігу. Незабаром стали надходити запрошення від вищолігових команд — «Динамо» (Київ), «Шахтаря» та «Дніпра». Не довго думаючи, молодий футболіст написав заяви у всі три клуби.
І все ж вибір був зроблений на користь дніпропетровської команди, де грали ряд футболістів, добре знайомих Олександру. Дебют за новий клуб відбувся в 1978 році, в гостьовому матчі проти київського «Динамо»-1:4. Перший сезон для переведеного в лінію півзахисту Олександра Лисенка у вищій лізі склався не дуже вдало. Введення до складу тренером Віктором Каневським, на місце ветеранів клубу ряд молодих, недосвідчених гравців, обернулося цілою низкою поразок, в результаті чого команда зайняла 16 місце, опустившись у першу лігу. Виступаючи в першоліговому турнірі, після незабитих кількома гравцями одинадцятиметрових ударів, пробивати взявся Лисенко, після чого став штатним пенальтистом команди. У 1980 році команда знову повернулася в елітний дивізіон. Олександр до того часу знову став грати на звичній позиції крайнього захисника. Незабаром «Дніпро» очолили Володимир Ємець та Геннадій Жиздик. У команді змінилося майже все — ставлення до роботи, дисципліни, зі старого складу залишились тільки Олександр Лисенко, Олег Крамаренко і Петро Кутузов. У сезоні 1983 року, до команди прийшов і перший серйозний успіх, «Дніпро» зміг обійти свого головного конкурента — московський «Спартак» і вперше у своїй історії став чемпіоном СРСР. Вирішальною виявилася перемога в очному протистоянні зі «Спартаком», яку дніпропетровці здобули з рахунком 4:2, а Лисенко забивши з пенальті четвертий гол, поставив переможну крапку в цій грі.
Перемога в чемпіонаті СРСР дозволила Олександру взяти участь в матчах Кубка чемпіонів. Дебют на єврокубковій арені відбувся 19 вересня 1984 року, в матчі «Трабзонспор» — «Дніпро» 1:0. Всього в єврокубкових турнірах провів 12 матчів (в Кубку чемпіонів — 6 матчів, 1 гол і в Кубку УЄФА — 6 ігор).
У наступних двох сезонах 1984 і 1985 років Лисенко з командою двічі ставав бронзовим призером чемпіонатів СРСР. Але наслідки старих травм все більше давали про себе знати ветерану команди, який в останні роки кар'єри грав на позиції останнього захисника. У 1987 році Олександр вирішив завершити свої виступи. Керівництво команди організувало прощальний матч футболісту у грі проти мінського «Динамо». Ще рік, на прохання Геннадія Жиздіка погравши за дубль, Олександр Лисенко остаточно завершив кар'єру гравця.

### Кар'єра тренера
У 1988 році Олександр Петрович очолив групу резерву, створену за ініціативою керівництва «Дніпра» з випускників спортивних інтернатів та шкіл.
З 1989 року працював головним тренером дублюючого складу дніпропетровського клубу, з яким у першості дублерів займав третє місце у 1989 році, друге у 1990 році і в 1991 році став переможцем останнього турніру дублерів СРСР.
В першому незалежному чемпіонаті України «Дніпро» очолив Микола Павлов, а Лисенко, перебравшись з низкою своїх вихованців до основної команди, став асистентом головного тренера. У 1995 році Павлов, з декількома гравцями клубу, переїхав у Київ, очоливши «Динамо». Головним тренером дніпропетровського клубу був призначений Олександр Лисенко. Але провів на цій посаді всього кілька матчів, незабаром прийшло повідомлення про призначення нового головного тренера Бернда Штанге. Лисенко все ж залишився в клубі, допомагаючи тренувати команду німецького фахівця.
У 1996 році Олександр Петрович залишив дніпропетровський клуб, прийнявши запрошення від «Кривбасу», де спочатку працював помічником Олексія Чередника, а після його відходу очолив команду, яка перебувала у складному турнірному становищі. Після призначення нового тренера, команда виграла кілька матчів і в результаті змогла втриматися у вищій лізі. Але незабаром змінилося керівництво криворізького клубу, яке запросило нового тренера — Олега Тарана. А Лисенко зі своїм помічником Євгеном Яровенком збиралися покинути колектив, але новий президент клубу Поліщук запропонував залишитися ще на півроку помічником О. Тарана.
Після «Кривбасу» Олександр відгукнувся на пропозицію очолити новомосковський «Металург», який грав у другій лізі. Але цей клуб переживав не найкращі часи. Від команди відмовився спонсор, припинилося фінансування. Все ж, допрацювавши до кінця сезону, Лисенко залишив команду.
Повернувшись до Дніпропетровська тренував третю команду «Дніпра», яка виступала у другій лізі, а в сезоні 2001/02 очолював клуб «Дніпро-2». У цьому ж сезоні, в кінці року «Дніпро» залишив головний тренер Микола Федоренко. На останній матч першого кола команду на посаді головного тренера виводив Олександр Петрович Лисенко, після чого повернувся до роботи з другою командою.
У сезоні 2003/04 очолював нікопольський «Електрометалург-НЗФ».
Надалі тренував аматорський колектив «Алан», який виступав на першість Дніпропетровської області.

## Досягнення
- Чемпіон СРСР 1983
- Бронзовий призер чемпіонату СРСР: 1984, 1985